# Invertébrés sur timbres des Afars et des Issas
Le territoire français des Afars et des Issas a émis régulièrement des timbres avec des fleurs et des animaux.

## 1972
| Valeur faciale | Légende              | Remarque                         |
| -------------- | -------------------- | -------------------------------- |
| 4 F            | Clanculus pharaonium | Nom exact : Clanculus pharaonius |
| 9 F            | Cypraea pantherina   |                                  |
| 20 F           | Cypraecassis rufa    |                                  |
| 50 F           | Melo aethiopicus     |                                  |

## 1975
| Valeur faciale | Légende         | Remarque                       |
| -------------- | --------------- | ------------------------------ |
| 40 F           | Ranella spinosa | Synonyme de Bufonaria echinata |

| Valeur faciale | Légende            | Remarque                               |
| -------------- | ------------------ | -------------------------------------- |
| 5 F            | Darioconus textile | Nom exact : Clanculus pharaonius       |
| 10 F           | Conus sumatrensis  | Nom exact : Conus vexillum sumatrensis |
| 15 F           | Cypraea pulchra    |                                        |
| 20 F           | Cypraea exhusta    | Coquille, nom exact Cypraea exusta     |

| Valeur faciale | Légende             | Remarque |
| -------------- | ------------------- | -------- |
| 25 F           | Hypolimnas misippus |          |
| 40 F           | Papilio nireus      |          |
| 70 F           | Papilio demodocus   |          |
| 100 F          | Papilio dardanus    |          |

| Valeur faciale | Légende        |
| -------------- | -------------- |
| 40 F           | Murex scolopax |

## 1976
| Valeur faciale | Légende                   | Remarque |
| -------------- | ------------------------- | -------- |
| 100 F          | Holocerina smilax menieri |          |
| 30 F           | Gonimbrasia balachowsky   |          |

| Valeur faciale | Légende              | Remarque                                  |
| -------------- | -------------------- | ----------------------------------------- |
| 5 F            | Murex palmarosa      | Nom exact : Chicoreus palmarosae          |
| 20 F           | Cypraea exhusta      | Coquille, nom exact Cypraea exusta        |
| 30 F           | Conus betulinus      |                                           |
| 55 F           | Cypraea erythraensis | Coquille, nom exact Cypraea erythraeensis |
| 60 F           | Conus taeniatus      |                                           |
| 70 F           | Conus striatus       |                                           |

## 1977
| Valeur faciale | Légende            |
| -------------- | ------------------ |
| 5 F            | Cypraea tigris     |
| 85 F           | Cypraea mauritiana |